# Manu Narayan
Manu Narayan, född 16 augusti 1973 i Pittsburgh i Pennsylvania, är en amerikansk skådespelare, filmproducent, sångare, låtskrivare, kompositör och saxofonist. Han har tidigare tjänstgjort som förvaltare på sin gamla alma meter-skola, Carnegie Mellon University, mellan åren 2013 och 2016. Han har också spelat rollen som Rajneesh i den romantiska komedifilmen Love Guru från 2008.

## Filmografi (i urval)
- 2001 – Law & Order: Special Victims Unit (TV-serie)
- 2004 – Sopranos (TV-serie)
- 2008 – Love Guru
- 2010 – Nurse Jackie (TV-serie)
- 2010 – Wall Street: Money Never Sleeps
- 2010 – The Last Airbender
- 2010 – Rubicon (TV-serie)
- 2010 – Good Night Good Morning
- 2011 – A Cinderella Story: Once Upon a Song
- 2011 – Unforgettable (TV-serie)
- 2013 – The Following (TV-serie)
- 2014 – 99 Homes
- 2014 – Grey's Anatomy (TV-serie)
- 2019 – The Assistant (röst)
- 2019 – The Blacklist (TV-serie)
- 2019 – Bull (TV-serie)
- 2020 – Emergence (TV-serie)
- 2021 – Prodigal Son (TV-serie)
- 2021 – And Just Like That... (TV-serie)
- 2022 – Anything's Possible
- 2023 – Scott Pilgrim Takes Off (TV-serie) (röst)
- 2025 – If I Had Legs I'd Kick You